# Hottenbacher Hof

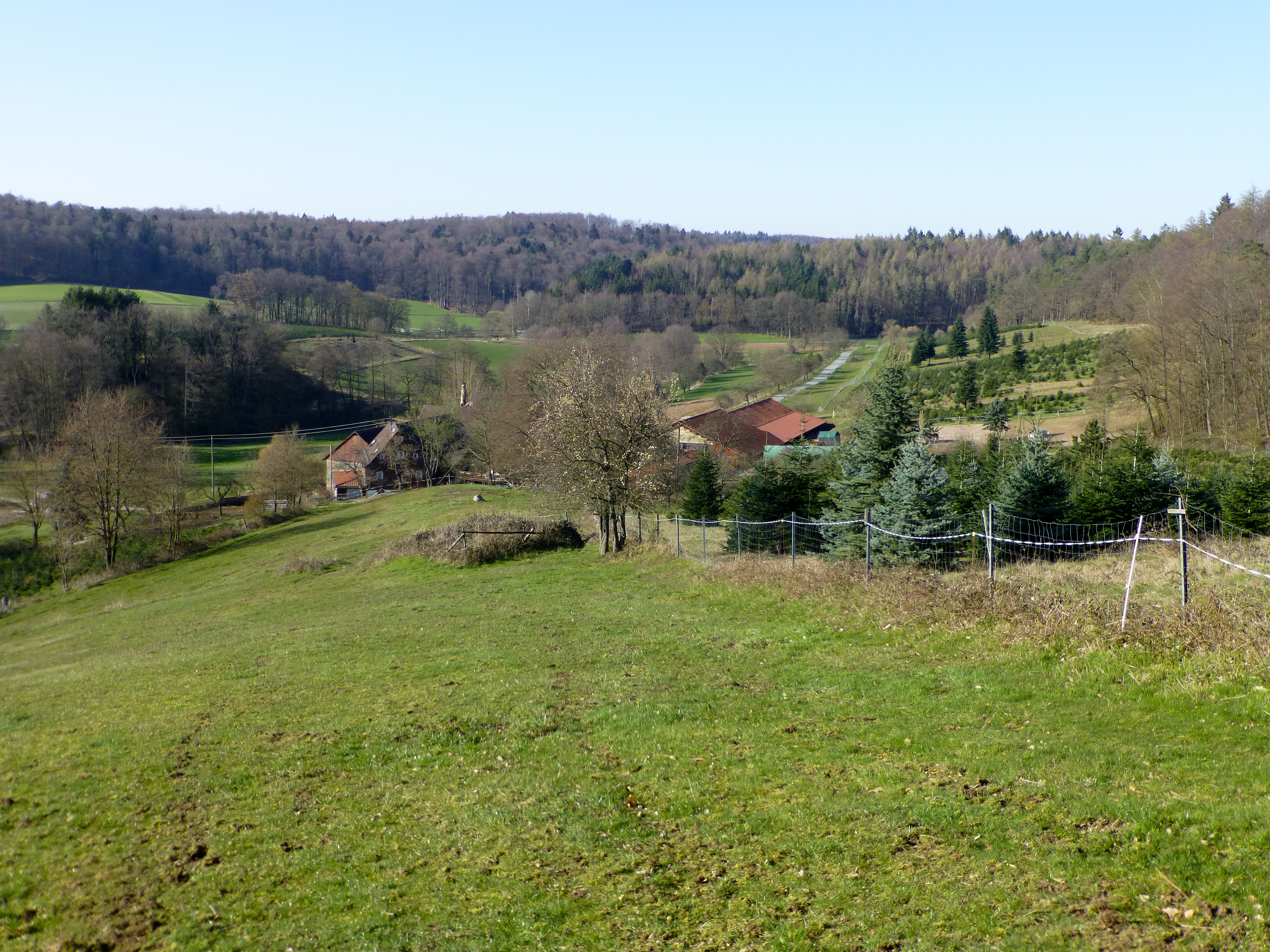
Hottenbacher Hof aus südöstlicher Richtung (2020)

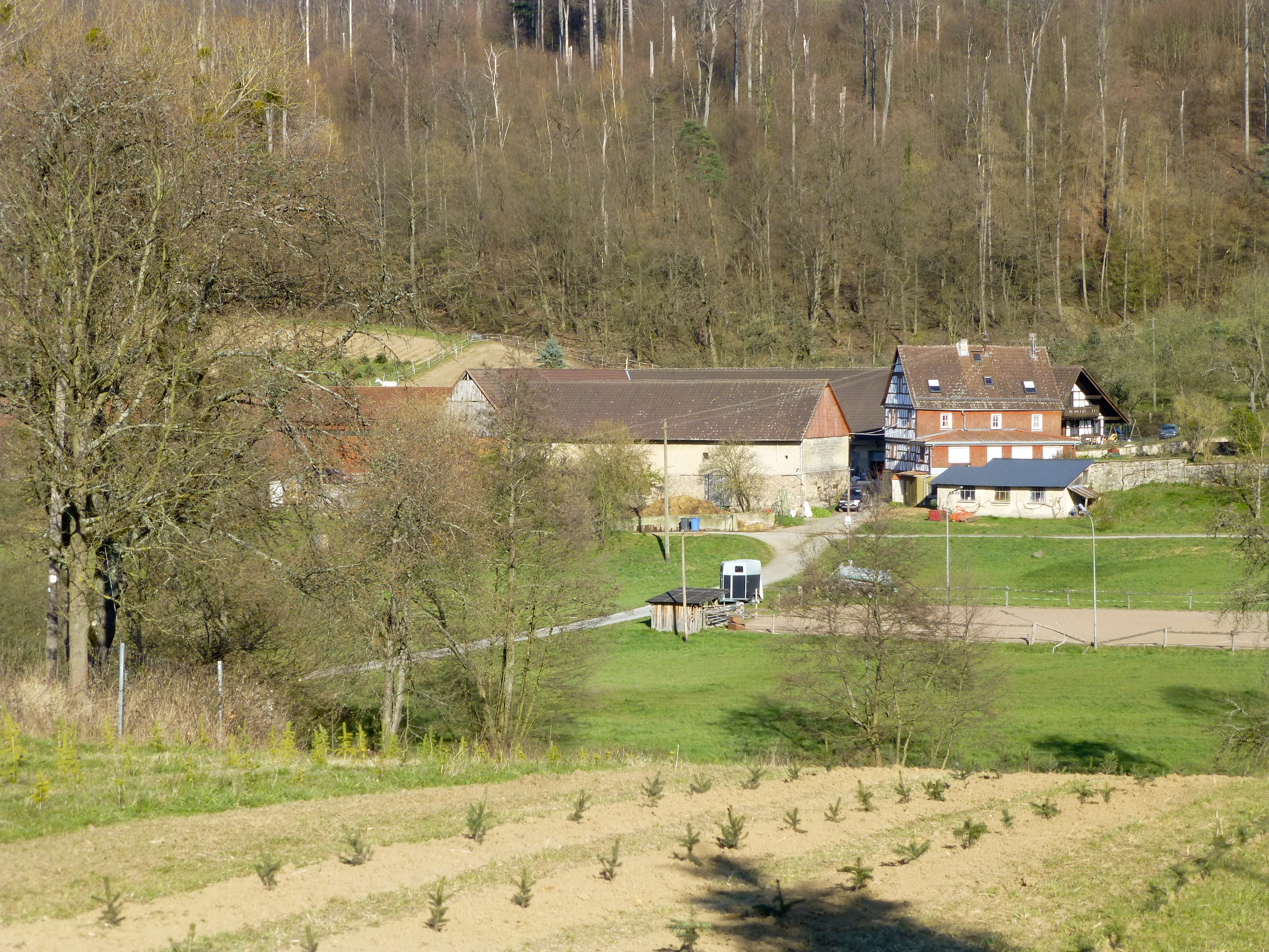
Hottenbacher Hof von Südwesten (2020)

Der Hottenbacher Hof ist ein historisches Hofgut in der Nähe des Modautaler Ortsteils Klein-Bieberau im Odenwald, ca. 16 km südöstlich von Darmstadt. Der Weiler gehört heute zum Ortsteil Lichtenberg der Gemeinde Fischbachtal im südhessischen Landkreis Darmstadt-Dieburg.

## Geschichte
1379 wird der Hof Hottenbach erstmals erwähnt. In den Akten (der kaiserlichen Kommission bei der Mittelrheinischen Reichsritterschaft) in Sachen des Georg Friedrich von Rodenstein gegen seinen Vormund und „Schwager“ Johann Joachim Gambs von Gottau, Schwiegersohn des verstorbenen Friedrich Neidhart von Rodenstein 1663/67, 1683/84 (betr. Herausgabe Rodensteinscher Dokumente, Schädigung der Rodensteinschen Stammgüter etc.) befindet sich ein auf das Jahr 1379 datiertes Dokument: „Heinrich von Hirschberg verkauft seinen Anteil am Dorf Hottenbach in der Pfarrei Groß-Bieberau an Adelheid, Helfrich Juden Witwe und ihre Söhne Wilhelm und Helfrich.“
1408 und 1425 wird im Landsteuerregister der Obergrafschaft Katzenelnbogen ein Cleschin (Klaus) von Hottenbach genannt. 1421/22 wird der Hof unter dem Namen: "Hattenbach" bei den Einkünften der Gräfin Anna von Katzenelnbogen erwähnt.
Die Statistisch-topographisch-historische Beschreibung des Großherzogthums Hessen berichtet 1829 über den Hottenbacher Hof:

„Hottenbach (L. Bez. Reinheim) Hof; liegt in Rodauer Gemarkung, und gehörte früher den Herrn von Rodenstein.“

## Der Name und mögliche Bedeutung
1691 hat sich der heutige Hofname durchgesetzt. Vorher schwankt er zwischen Hattenbach, Hottenbach und Huttenbach. Er gehört damit zu einer Gruppe gleich- oder ähnlich lautender Ortsnamen des deutschen Sprachgebiets, die als Siedlung an einem Bach im Feucht- oder Sumpfgebiet gedeutet werden.

## Rand- und Grenzlage
Seit der letzten Gebietsreform in Hessen 1971 gehört Hottenbach politisch zur Gemeinde Fischbachtal, postalisch mit Klein-Bieberau zu Modautal und kirchlich mit Rodau nach wie vor zu Groß-Bieberau.
Diese Überschneidung der Kompetenzen war durch die Jahrhunderte das Schicksal der entlegenen Kleinsiedlung im Grenzgebiet zwischen der Herrschaft Rodenstein und der Obergrafschaft Katzenelnbogen bzw. seit 1479 der hessischen Zent Oberramstadt.
Da Hottenbach mit Neunkirchen, Lützelbach, Brandau und Steinau zum rodensteinischen Amt bzw. Untergericht Neunkirchen zählte, gleichzeitig jedoch zur Zent Oberramstadt (1310 mit Unterstützung des Grafen Eberhard I. von Katzenelnbogen zur Stadt geworden), kam es häufig zu Konflikten, die auch vor dem Reichskammergericht in Speyer ausgetragen wurden.
Schon in einem Schlichtungsvertrag vom 30. September 1493 zwischen Landgraf Wilhelm III. von Hessen einerseits und dem verstorbenen Erkinger und seinem Vetter Hans von Rodenstein andererseits wird der Hottenbacher Hof zweimal als Grenzpunkt erwähnt. Die Bedeutung dieses Schlichtungsvertrages zwischen den Rodensteinern und den Hessen wird einerseits dadurch unterstrichen, dass er nur durch die Schlichtung von Kurfürst Philipp von der Pfalz („der Aufrichtige“) zustande kam. Andererseits unterstreicht aber auch die Tatsache, dass der Vertrag mehrfach kopiert wird und im 18. Jahrhundert Basis für eine Karte ist, in der die Jagdgrenzen eingezeichnet und z. T. farbig markiert sind die Bedeutung des Dokuments.
Auch in der weiteren Geschichte bleibt Hottenbach wichtiger Grenzpunkt. So finden sich in der Hottenbach z. B. in Grenzbeschreibungen von 1717 und 1723. Am 6. September 1759 schreiten 20 herrschaftliche Beamte, Gerichtsschöffen und Feldgeschworene (u. a. fürstl. hessischer Amtmann aus Lichtenberg, fürstl. Oberförster aus Ernsthofen, Gerichtsschreiber und -schöffen aus Neunkirchen) die Außengrenzen von Hottenbach ab, um die 65 Steine, die die Grenze der fürstlichen Domäne markieren, zu überprüfen und neu festzustellen.
Der Hottenbacher Hof liegt nur knapp 1,2 km vom Zentrum des Modautaler Ortsteils Klein-Bieberau entfernt und liegt in demselben Tal wie dieser Ortsteil. Die Straße nach Klein-Bieberau / Webern ist heute eine Sackgasse, was deutlich macht, wie naheliegend eine Zuordnung des Hofes zu Klein-Bieberau wäre. Doch während Klein-Bieberau seit dem 14. Jahrhundert zu dem Kirchenspiel Nieder-Modau gehört, zählt Hottenbach zum Kirchenspiel Groß-Bieberau. Daran ändert sich auch nichts, als zum 1. Januar 1877 das wesentlich näher gelegene Kirchenspiel Niedernhausen gegründet wird.

## Heute
Der Hof ist bis heute (mit einer Unterbrechung im Dreißigjährigen Krieg) bewirtschaftet.